# Quo Vadis (kanadai együttes)
A Quo Vadis (latinul: Hova mész?) egy kanadai death-metal zenekar volt. Melodikus/technikás death-metalt és progresszív metalt játszottak. Tagok: Matthew Sweeney, Bart Frydrychowicz, Marc-André Gingras, Roxanne Constantin és Patrice Hamelin. 1992-ben alakultak meg Montrealban. Fennállásuk alatt 3 nagylemezt jelentettek meg. 2011-ben feloszlottak. Lemezeiket a Skyscraper Music kiadó dobta piacra.

## Diszkográfia/Stúdióalbumok
- Forever... (1996)
- Day into Night (1999)
- Defiant Imagination (2004)